# Горячий нептун

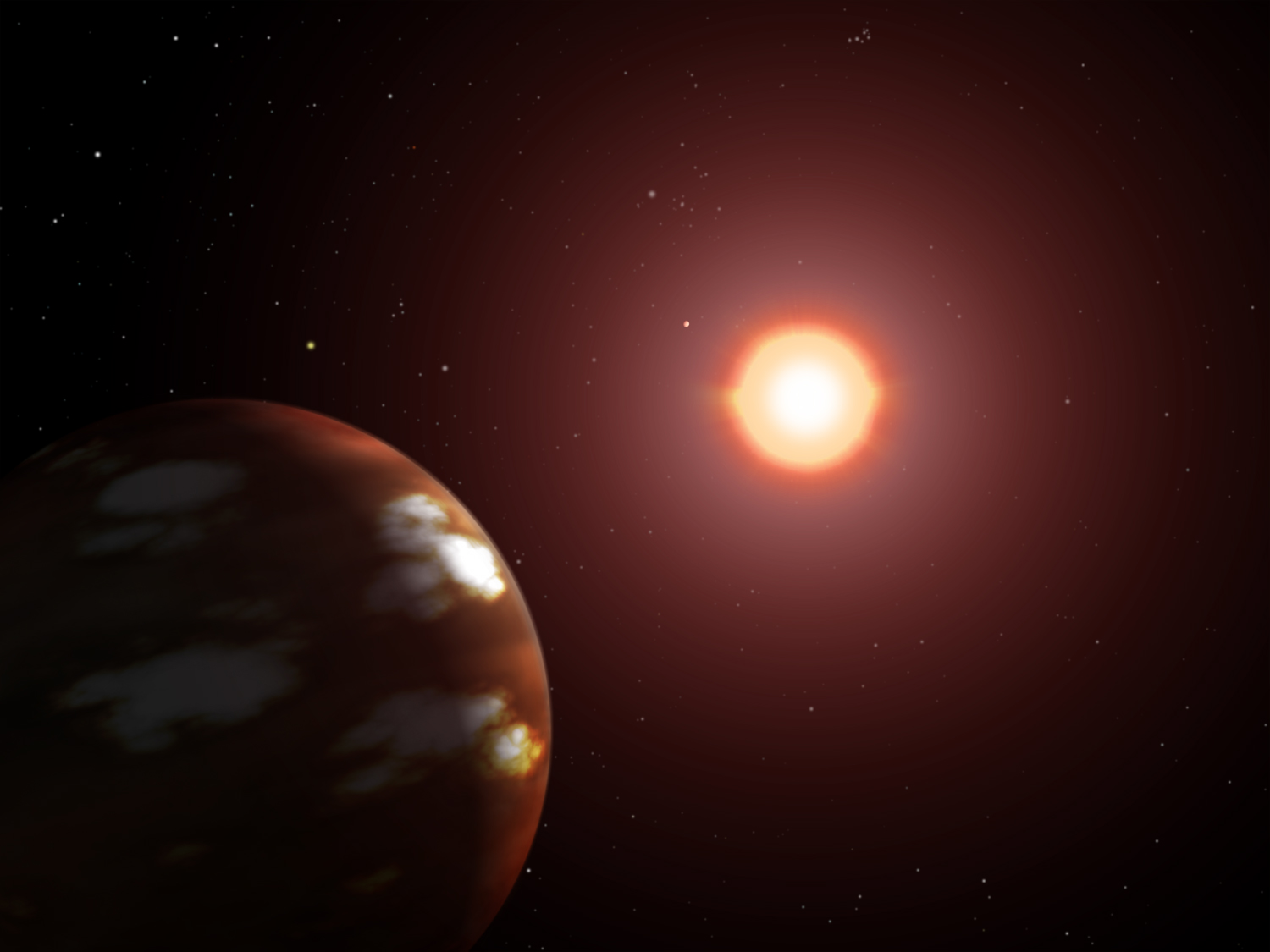
Планета Глизе 436 b, горячий нептун в представлении художника.

Горя́чий непту́н — класс экзопланет,  к которому относятся планеты с массой около массы Урана или Нептуна, которые расположены близко к своей звезде (всегда на расстоянии меньше 1 а.е.). Масса горячего нептуна состоит из ядра и окружающей плотной атмосферы, которая занимает большую часть размера планеты.
Недавние исследования показали, что популяция этого класса экзопланет может быть весьма велика.
В 2014 году открыто почти 2000 экзопланет, из которых большая часть является «горячими нептунами» и суперземлями.

## История
Первыми известными горячими нептунами являются Глизе 436 b и мю Жертвенника c, которые были открыты в 2004 году.